# Genius loci

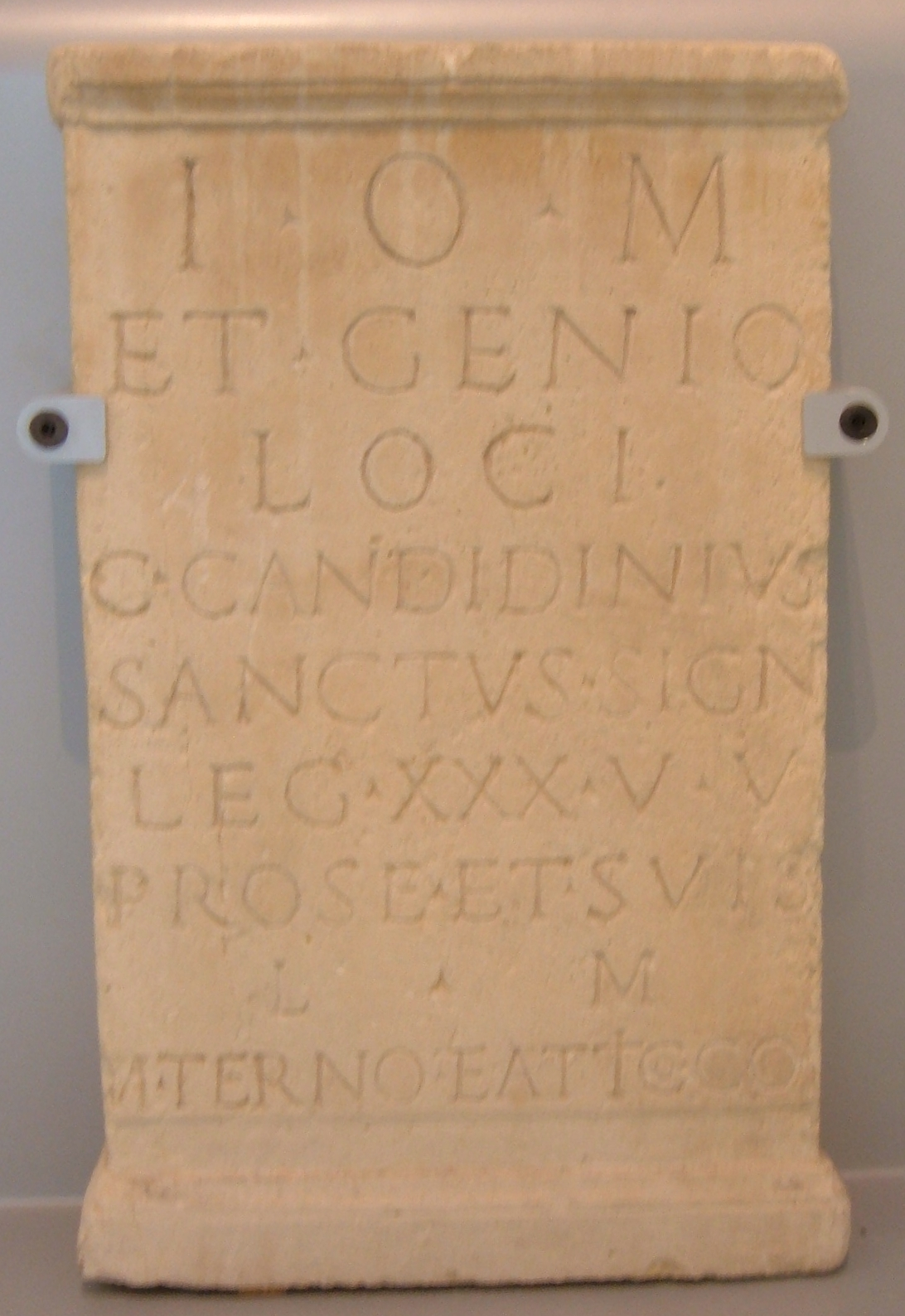
Votiefgave voor Jupiter en de genius loci van Gaius Candidinius Sanctus, signifer van Legio XXX Ulpia Victrix

Het Latijnse begrip genius loci betekent letterlijk ´de geest van een plaats´. Met geest werd in de Romeinse mythologie oorspronkelijk een beschermgeest (genius) beduid, die veeltijds in de vorm van een slang werd voorgesteld. Het begrip genius loci behelsde in de Romeinse oudheid naast religieuze plekken zoals tempels en heiligdommen ook wereldlijke locaties zoals provincies, steden, pleinen, bouwwerken of specifieke ruimtes binnen gebouwen.
In de traditie van het monotheïstische christendom werd het begrip geest anders gedefinieerd, namelijk als niet-stoffelijke spiritualiteit. In deze zin betekent genius loci de geestelijke atmosfeer rond een plek, gecreëerd door de geest van de mensen die op die plek aanwezig zijn of waren. De genius loci van de Abdij van Maulbronn is bijvoorbeeld een centraal thema in het werk van Hermann Hesse, vooral in Unterm Rad/Tussen de raderen en in Narziss und Goldmund/Narziss en Goldmund.

## Architectuur
In de architectuur verwijst het begrip tevens naar de bouwrichtlijnen en kenmerken van een plaats die bepalend zijn voor het architectonisch ontwerp. Elk bouwkavel wordt gedefinieerd aan de hand van de ligging en de inbedding in de omgeving; dit resulteert in de waarde, het karakter en de gebruiksmogelijkheden.
De genius loci is echter niet alleen afhankelijk van de bodemgesteldheid, de perceelgrootte en andere meetbare factoren, maar omvat ook de atmosfeer en de ´aura´ van een plaats. Hiermee is de genius loci een construct, waarin de kennis, herinnering, waarneming en duiding van de menselijke geest samensmelten. Om opvallende bebouwing met een eigen karakter en sfeer te bewerkstelligen, wordt de genius loci veelal in het ontwerpproces van de bouwwerken meegenomen. Vooral bij bouwlocaties in bestaand stedelijk weefsel speelt dit een belangrijke rol, waarbij de aanknopingspunten die een plaats biedt worden benut in het ontwerp. Een voorbeeld hiervan is de transformatie van gesloten kerkgebouwen naar een andere functie, waarbij de cultuurhistorische elementen behouden blijven. De nieuwere architectuurtheorie streeft naar een systematische analyse van de verbindingen tussen bouwwerk en de omgevingskenmerken.

## Politiek
In de politiek staat het begrip voor de symboliek van een onderhandelingslocatie waar gewichtige bi- of multilaterale verdragen ondertekend worden, zoals de Spiegelzaal in het Kasteel van Versailles. Ook kan genius loci verwijzen naar plaatsen waar historisch belangrijke overwinningen zijn behaald, zoals Verdun of Stalingrad.